# Liste du patrimoine immobilier classé de la province du Brabant wallon
Cette page recense l'ensemble des listes des monuments classés de la province belge du Brabant wallon.
- Liste du patrimoine immobilier classé de Beauvechain
- Liste du patrimoine immobilier classé de Braine-l'Alleud
- Liste du patrimoine immobilier classé de Braine-le-Château
- Liste du patrimoine immobilier classé de Chastre
- Liste du patrimoine immobilier classé de Chaumont-Gistoux
- Liste du patrimoine immobilier classé de Court-Saint-Étienne
- Liste du patrimoine immobilier classé de Genappe
- Liste du patrimoine immobilier classé de Grez-Doiceau
- Liste du patrimoine immobilier classé de Hélécine
- Liste du patrimoine immobilier classé d'Incourt
- Liste du patrimoine immobilier classé d'Ittre
- Liste du patrimoine immobilier classé de Jodoigne
- Liste du patrimoine immobilier classé de La Hulpe
- Liste du patrimoine immobilier classé de Lasne
- Liste du patrimoine immobilier classé de Mont-Saint-Guibert
- Liste du patrimoine immobilier classé de Nivelles
- Liste du patrimoine immobilier classé d'Orp-Jauche
- Liste du patrimoine immobilier classé d'Ottignies-Louvain-la-Neuve
- Liste du patrimoine immobilier classé de Perwez
- Liste du patrimoine immobilier classé de Ramillies
- Liste du patrimoine immobilier classé de Rebecq
- Liste du patrimoine immobilier classé de Rixensart
- Liste du patrimoine immobilier classé de Tubize
- Liste du patrimoine immobilier classé de Villers-la-Ville
- Liste du patrimoine immobilier classé de Walhain
- Liste du patrimoine immobilier classé de Waterloo
- Liste du patrimoine immobilier classé de Wavre